# سانجای سوری
سانجای سوری (انگلیسی: Sanjay Suri؛ زادهٔ ۶ آوریل ۱۹۷۱) یک هنرپیشه اهل هند است.
او در فیلم‌های هروئین بازی کرده‌است.

## فیلم‌شناسی
فهرست برخی از فیلم‌هایی که سانجای سوری در آنها به ایفای نقش پرداخته‌است:
- هروئین
- راضی
- جادوی تو
- بریم عشق‌بازی کنیم
- مدرسه هندی
- قفس
- فراق
- برادرم... نیکل
- تحویل در منزل
- من هستم
- ضربات زنگ
- فقط یک لحظه
- در حال حاضر
- سرکوب
- شب
- قلب و عاشقانه
- ترانه جشن تولد من
- هم‌کلاسی جدید
- طرح

☆ سرعت